# Nicole Bradtke
Nicole Bradtke (n. 22 septembrie 1969, Melbourne, Victoria, Australia) este o jucătoare de tenis australiană, medaliată olimpică. A participat la două ediții ale Jocurilor Olimpice (1992, 1996) în care a câștigat o medalie de bronz.